# Domeniko Modunjo
Domeniko Modunjo (engl. Domenico Modugno, 9. januar 1928. - 6. avgust 1994) bio je italijanski pevač, tekstopisac, glumac, gitarista, a kasnije i član italijanskog parlamenta. Poznat je po svojoj hit pesmi iz 1958. godine „Nel blu dipinto di blu” („Volare”). Smatra se prvim italijanskim kantautorom.
Najmlađi od četvoro dece, Modugno je rođen u gradiću Polinjano a Mare, u provinciji Bari, 9. januara 1928. Njegov otac, Vito Kosimo Modugno, bio je komandir opštinske policije, dok je njegova majka, Paskuja Loruso, bila domaćica. Kad je imao devet godina, njegova porodica se preselila u San Pjetro Vernotiko, u provinciji Brindisi, gde je njegov otac prebačen na novo radno mesto. Ovde je Modugno pohađao osnovnu školu.
Dok je još studirao, imao je ulogu u kinematografskoj verziji predstave „Filumena Marturano” od Edvarda De Filipa. Godine 1958. Modugno je učestvovao u komediji Antonija Anijant „La Rosa di Zolfo” na Festivalu dela Prosa u Veneciji. Prekretnica u njegovoj karijeri došla je te godine, kada je takođe učestvovao na Sanremo Festivalu, predstavivši pesmu „Nel blu dipinto di blu”.. Ta godine je pobedio na Sanremo festivalu. Sa pesmom „Nel blu dipinto di blu” poznatoj kao „Volare” je predstavljao Italiju na Pesmi Evrovizije 1958. godine. Iako je tamo bio treći pesma je postala popularna.
Godine 1959. ponovo predstavlja Italiju na Pesmi Evrovizije sa pesmom „Piove” poznatoj kao „Ciao, ciao bambina”. Tada je imao malo lošiji rezultat, bio je šesti sa 9 osvojenih bodova. Kasnije je njegov hit „Io” otpevao Elvis Prisli na engleskom jeziku pod naslovom „Ask Me”.
Na Sanremo Festivalu je pobedio i 1962. godine sa pesmom „Adio, adio”, međutim tu pesmu je na Pesmi Evrovizije pevao Klaudio Vila. Modugno je još jednom učestvovao na Pesmi Evrovizije i to 1966. godine. Tada je pevao pesmu „Dio, come ti amo”. Nakon prve probe njegov nastup je postao upitan jer je napustio probu žaleći se na loš orkestar. Međutim, ipak je učestvovao i bio je posljednji zajedno sa Monakom bez osvojenih bodova.
Godine 1984. pretrpeo je teški moždani udar i ostao delomično paralizovan. Morao je da napusti svoju umetničku karijeru i da se posveti se rehabilitaciji.
Modugno se konačno vratio na muzičku scenu 1992-1993. Njegova poslednja pesma bila je Delfini, 1993. sa sinom Masimom. Dana 6. avgusta 1994. Modugno je umro u 66. godini od srčanog udara, na ostrvu Lampedusa, južno od Sicilije, dok je bio u svom domu.